# Рио дел Мар (Калифорнија)
Рио дел Мар (енгл. Rio del Mar) насељено је место без административног статуса у америчкој савезној држави Калифорнија.

## Демографија
По попису из 2010. године број становника је 9.216, што је 18 (0,2%) становника више него 2000. године.
| Група             | 2000.         | 2010.         |
| Белци             | 8.081 (87,9%) | 7.704 (83,6%) |
| Афроамериканци    | 56 (0,6%)     | 61 (0,7%)     |
| Азијати           | 237 (2,6%)    | 313 (3,4%)    |
| Хиспаноамериканци | 594 (6,5%)    | 899 (9,8%)    |
| Укупно            | 9.198         | 9.216         |